# Graptomyza trilineata
Graptomyza trilineata är en tvåvingeart som beskrevs av Meijere 1908. Graptomyza trilineata ingår i släktet Graptomyza och familjen blomflugor. Inga underarter finns listade i Catalogue of Life.